# Ozark (Missouri)
Ozark è un comune degli Stati Uniti d'America, situato nello Stato del Missouri, nella contea di Christian, della quale è il capoluogo.